# Peter Cammaert
Petrus Alphonsus Gaston (Peter) Cammaert (Hulst, 4 juni 1950) is een Nederlands bestuurder en politicus van het CDA. Van januari tot oktober 2017 was hij waarnemend burgemeester van de gemeente Sluis.
Hij is afgestudeerd in de rechten en had voor hij de politiek in ging een carrière bij het Christelijk Nationaal Vakverbond (CNV) waar hij begon als juridisch medewerker. Van 1976 tot 1986 was hij algemeen secretaris bij 'CNV Publieke zaak'. Daarna werd hij algemeen secretaris van het gehele CNV en vicevoorzitter van die vakbond.
In 1993 werd Cammaert burgemeester van de Limburgse gemeente Simpelveld. In 1997 volgde zijn benoeming tot burgemeester van Oldenzaal en in 2003 werd hij de burgemeester van Velsen. Toen zijn eerste termijn in Velsen er bijna opzat, gaf hij aan geen tweede termijn te ambiëren. 
Na het overlijden van Henk Eggermont, de burgemeester van Stede Broec, was Cammaert in die gemeente vanaf februari 2010 gedurende tien maanden waarnemend burgemeester.
Begin februari 2013 werd Cammaert benoemd tot waarnemend burgemeester van de Limburgse gemeente Roermond. Hij werd eind januari 2015 opgevolgd door Rianne Donders-de Leest.
In december 2016 volgde de benoeming tot waarnemend burgemeester van de gemeente Sluis per 9 januari 2017. Hij werd 6 oktober 2017 opgevolgd door Marga Vermue-Vermue.